# دوشكو تاديتش
دوشكو تاديتش (من مواليد 1 أكتوبر 1955 في البوسنة والهرسك، جمهورية يوغوسلافيا الاتحادية الاشتراكية) هو سياسي من صرب البوسنة والهرسك وزعيم سابق للحزب الديمقراطي الصربي في كوزاراك وعضو سابق في القوات شبه العسكرية التي تدعم الهجوم على مقاطعة برييدور.
أدين بارتكاب جرائم ضد الإنسانية والانتهاكات الجسيمة لاتفاقيات جنيف وانتهاكات أعراف الحرب من قبل المحكمة الجنائية الدولية ليوغوسلافيا السابقة بسبب أفعاله في منطقة برييدور بما في ذلك معسكرات عمرسكا وترنوبولي وكيراتيرم. وحُكم عليه بالسجن 20 عام.

## المحاكمة
ألقت الشرطة الألمانية القبض على تاديتش في ميونيخ في فبراير 1994. وواجه اثنتي عشرة تهمة بارتكاب جرائم ضد الإنسانية و12 تهمة بارتكاب انتهاكات جسيمة لاتفاقيات جنيف وعشر تهم بارتكاب انتهاكات لأعراف الحرب ودفع بارتكابها جميعا. كان من المقرر عقد محاكمته مع غوران بوروفنيتشا لكن بوروفنيتشا فُقد في عام 1995 وأعلن لاحقا عن وفاته.
في 7 مايو 1997 وجدت المحكمة الابتدائية الثانية أن تاديتش مذنب في 9 تهم ومذنب جزئيا في تهمتين. استأنف تاديتش والادعاء عدة أسباب. طلبت إحدى الحجج من المحكمة تحديد ما إذا كانت المحكمة شرعية أم لا في ممارستها لولايتها القضائية. جادل تاديتش بأن المحكمة تم إنشاؤها بشكل غير قانوني من خلال مجلس الأمن التابع للأمم المتحدة. استندت حجته على فصل السلطات. لقد جادل بشكل أساسي بأن مجلس الأمن كان فرع حكومي تنفيذي وبالتالي لم يكن لديه سلطة إنشاء هيئة قضائية.
لحل هذه الحجة اضطرت المحكمة إلى تحديد ما إذا كانت قد تشكلت بشكل شرعي من خلال مجلس الأمن التابع للأمم المتحدة. بدأ تحليل المحكمة بتحديد ما إذا كانت هذه مسألة اختصاص. وأوضح أن هذه قد لا تكون مسألة اختصاص عندما يتم إعطاء تعريف ضيق للولاية القضائية. ثم أشارت إلى أن التعريف الضيق للولاية القضائية ليس له ما يبرره في السياق الدولي. وهكذا قررت أن حجة تاديتش كانت حجة اختصاص.
بعد ذلك واصلت المحكمة تحديد ما إذا كانت لديها السلطة لتقييم اختصاصها. عند التوصل إلى نتيجة أوضحت المحكمة أن المحكمة في السياق الدولي يجب أن تؤكد اختصاصها في حدود المجلس الذي يشكلها. وبناء على ذلك قررت عدم امتلاكها لصلاحية تحديد صلاحية تشكيلها من قبل مجلس الأمن.
كانت إحدى القضايا المهمة في المحاكمة هي استخدام تدابير الحماية للعديد من الشهود مثل عدم الكشف عن هويتهم (بما في ذلك الاحتفاظ بأسمائهم من الدفاع) وتقديم الأدلة من غرفة منفصلة عن قاعة المحكمة وتشويه الأصوات والصور. وافقت غالبية محكمة الدرجة الأولى على هذا الطلب على أساس أن من واجب المحكمة «حماية الشهود الذين يخافون حقا». ومع ذلك اعترض القاضي ستيفن على ذلك بحجة أنه من غير المعقول مطالبة الدفاع باستجواب الشاهد الذي يرقى إلى مستوى «الصوت غير الجسد والمشوه الذي يتم نقله بوسائل إلكترونية».
حادثة أخرى ملحوظة أثناء المحاكمة تمثلت في خرق الدفاع لأمر عدم الكشف عن هويته فيما يتعلق بالشاهد L الذي كشف في استجواب الشهود أنه كذب بشأن وفاة والده وأنه قد تم تدريبه للإدلاء بشهادته في المحكمة من قبل الحكومة البوسنية.
بناء على استئناف تاديتش للحكم أدين بعدة تهم أخرى. في عام 2000 وجدت المحكمة الجنائية الدولية ليوغوسلافيا السابقة محامي تاديتش ميلان فوجين مذنب بتهمة ازدراء المحكمة. وفقا لتاديتش كان فوجين مهتم بالدفاع عن مصالح صربيا أكثر من اهتمامه بالدفاع عن مصلحة موكله. ولم يكن لهذا الحكم أي نتيجة فيما يتعلق بالحكم على تاديتش. بعد أن قضى عقوبته حتى سبتمبر 2000 في لاهاي نُقل إلى سجن في ميونيخ بألمانيا. تم الإفراج عنه مبكرا في 17 يوليو 2008 وهو يعيش في صربيا.